# Capraia e Limite
Capraia e Limite – miejscowość i gmina we Włoszech, w regionie Toskania, w prowincji Florencja.
Według danych na rok 2004 gminę zamieszkiwało 5918 osób, 236,7 os./km².